# Tony Leswick
Anthony Joseph „Tony“ Leswick (* 17. März 1923 in Humboldt, Saskatchewan; † 1. Juli 2001 in New Westminster, British Columbia) war ein kanadischer Eishockeyspieler und -trainer, der im Verlauf seiner aktiven Karriere zwischen 1939 und 1960 unter anderem 799 Spiele für die New York Rangers, Detroit Red Wings und Chicago Black Hawks in der National Hockey League auf der Position des linken Flügelstürmers bestritten hat. Leswick, der sechsmal am NHL All-Star Game teilnahm, gewann in den Jahren 1952, 1954 und 1955 in Diensten der Detroit Red Wings insgesamt dreimal den Stanley Cup. Seine Brüder Jack und Pete waren ebenfalls professionelle Eishockeyspieler.

## Karriere
Tony Leswick begann seine Karriere als Eishockeyspieler bei den Amateurmannschaften Saskatoon Dodgers und Saskatoon Quakers, für die er von 1939 bis 1942 in seiner Heimatprovinz Saskatchewan aktiv war. Zur Saison 1942/43 erhielt der Flügelspieler einen Profivertrag bei den Cleveland Barons aus der American Hockey League. In seiner ersten Spielzeit im professionellen Eishockey erzielte er für die Barons in insgesamt 56 Spielen 17 Tore und 28 Vorlagen. Zudem absolvierte er zwei Spiele für die Amateurmannschaft Victoria VMD. Von 1943 bis 1945 stand er für die Armeemannschaften Saskatoon Navy und Winnipeg Navy sowie die Amateurmannschaft New Westminster Royals auf dem Eis.
Zur Saison 1945/46 wurde Leswick von den New York Rangers aus der National Hockey League verpflichtet. In seinen sechs Jahren bei den Rangers wurde er auf Anhieb einer der Stars der Liga und nahm an den ersten vier Ausgaben des NHL All-Star-Game teil. In der Saison 1949/50 wurde er zudem in das zweite All-Star-Team der NHL gewählt. Am 8. Juni 1951 wurde der Kanadier im Tausch für Gaye Stewart an den Ligarivalen Detroit Red Wings abgegeben. Mit der Mannschaft gewann er in den Jahren 1952, 1954 und 1955 jeweils den prestigeträchtigen Stanley Cup. Er selbst lief zudem 1952 und 1954 erneut beim NHL All-Star-Game auf. Im Anschluss an den letzten Stanley-Cup-Gewinn wurde er in einem umfangreichen Tausch zusammen mit Glen Skov, Johnny Wilson und Benny Woit im Tausch gegen Jerry Toppazzini, John McCormack, Dave Creighton und Bucky Hollingworth zu den Chicago Black Hawks transferiert. Dort konnte er sich ebenfalls auf Anhieb einen Stammplatz erspielen, wurde im nächsten Jahr jedoch bereits von den Red Wings zurückgekauft. Von 1956 bis 1959 lief er allerdings fast ausschließlich für deren Farmteam Edmonton Flyers in der Western Hockey League auf, wobei er zwischen 1957 und 1959 vorübergehend Spielertrainer bei den Flyers war. Einzig in der Saison 1957/58 bestritt er noch einmal 26 Spiele für Detroit in der NHL. In der Saison 1959/60 trat er für Edmontons WHL-Konkurrenten Vancouver Canucks an. Anschließend beendete er seine aktive Karriere im Alter von 37 Jahren.
In der Saison 1963/64 war Leswick als Cheftrainer für die Indianapolis Capitals – nach der unfallbedingten Zerstörung des eigenen Stadions und des damit verbundenen Umzugs im weiteren Saisonverlauf Cincinnati Wings – aus der neu gegründeten Central Professional Hockey League tätig. Nach dem Verpassen der Playoffs legte er sein Amt nieder.
Tony Leswick starb im Juli 2001 im Alter von 78 Jahren an Krebs.

## Erfolge und Auszeichnungen
| - 1947 Teilnahme am NHL All-Star-Game - 1948 Teilnahme am NHL All-Star-Game - 1949 Teilnahme am NHL All-Star-Game - 1950 Teilnahme am NHL All-Star-Game - 1950 NHL Second All-Star-Team - 1952 Teilnahme am NHL All-Star-Game | - 1952 Stanley-Cup-Gewinn mit den Detroit Red Wings - 1954 Teilnahme am NHL All-Star-Game - 1954 Stanley-Cup-Gewinn mit den Detroit Red Wings - 1955 Stanley-Cup-Gewinn mit den Detroit Red Wings - 1957 WHL Prairie Division Second All-Star-Team |

## Karrierestatistik
Stand: Ende der Saison 2017/18
(Legende zur Spielerstatistik: Sp oder GP = absolvierte Spiele; T oder G = erzielte Tore; V oder A = erzielte Assists; Pkt oder Pts = erzielte Scorerpunkte; SM oder PIM = erhaltene Strafminuten; +/− = Plus/Minus-Bilanz; PP = erzielte Überzahltore; SH = erzielte Unterzahltore; GW = erzielte Siegtore; 1 Play-downs/Relegation; Kursiv: Statistik nicht vollständig)